# Мариупольский металлургический комбинат имени Ильича
ЧАО «Мариу́польский металлургический комбинат имени Ильича́» (укр. ПрАТ «Маріу́польський металургі́йний комбіна́т і́мені Ілліча́») — крупнейшее промышленное предприятие Приазовья и Донецкой области.

## История
Завод был создан на базе Мариупольских заводов-  Русский Провиданс и Никополь-Мариупольского.
До апреля 2016 года носил имя Ильича в честь Владимира Ильича Ленина. В апреле 2016 года трактовка названия изменена в соответствии с законом Украины о декоммунизации. Завод стал носить имя Ильича в честь советского металлурга, директора Института чёрной металлургии АН УССР в 1952—1976 годах Зота Ильича Некрасова.
После вторжения и последующей оккупацией Мариуполя комбинат был зарегистрирован с таким же названием в российском государственном реестре.

## Производство
Производство всех видов продукции, рентабельность, прибыли в 2009 году значительно снизились из-за мирового экономического кризиса. Предприятие впервые за десятилетие стало убыточным.
Объём продукции в 2009 / 2008 году:
- товарная продукция — 12,9122 / 21,3222 млрд грн,
- чугун — 3,6084 / 4,492 млн тонн,
- сталь — 4,2845 / 5,594 млн тонн, в том числе 2,8594 / 3,1591 млн тонн — конверторная,
- прокат — 3,7286 / 4,7787 млн тонн,
- агломерат — 8,0599 / 11,3862 млн тонн,
- труб — 46,9 / 94,9 тыс. тонн,
- баллоны — 4,6 / 14,3 тыс. штук,
- известь — 311,5 / 336,3 тыс. тонн,
- товары народного потребления — 286,2173 / 408,5342 млн грн.

Рентабельность ММК имени Ильича — 14,0 % (в 2009 году упала до 2,3 %).
Объём продукции в 2005 году:
- чугун — 5,2382 млн тонн (2-е место на Украине — 17,0 %),
- сталь — 6,9486 млн тонн (2-е место на Украине — 18,4 %),
- прокат — 5,7205 млн тонн (2-е место на Украине — 17,1 %),
- агломерат — 13,4329 млн тонн (1-е место на Украине — 28,3 %).

Комбинат производит горячекатаный и холоднокатаный стальной лист широкого сортамента, в том числе для судостроения, нефтепроводные, бурильные, газо- и водопроводные трубы. Комбинат является единственным предприятием Украины, которое производит оцинкованный лист и автомобильные баллоны для сжиженных газов. В последние годы построены трубоэлектросварочный цех, цех по изготовлению изложниц, известково-обжиговый цех, строится энергетический корпус. На крупнейшей в Европе аглофабрике комбината смонтировано новое очистное оборудование французской фирмы «Спейк», обеспечивающее фильтрацию выбросов в атмосферу через систему мощных электрофильтров.
Объём продукции в 2020 году:
- чугун — 4672 тыс. тонн,
- сталь — 4074 тыс. тонн,
- прокат — 5,7205 млн тонн,
- агломерат — 12,420 млн тонн.

ММК им. Ильича с начала 2020 года освоил производство 15 новых видов продукции. Из них один — в сегменте непрерывнолитых стальных полуфабрикатов, 13 — в сегменте проката и один — в трубном сегменте.

## Экспорт
В 2009 году в дальнем зарубежье было реализовано 74,16 % продукции, в СНГ — 6,28 % и на Украине — 19,56 %. В сравнении с 2008 годом экспорт уменьшился на 14,72 % и составил 3,123 млн тонн металлопродукции. Экспорт осуществлялся в 69 стран мира, в том числе:
- Италия — 15,08 %,
- Турция — 13,11 %,
- Китай — 11,66 %,
- Россия — 3,43 %,
- Белоруссия — 1,12 %.
- Объём экспорта в 2003 году — 6,0162 млрд гривен (1,1913 млрд долларов США).
- Удельный вес бартерных операций (2001 год) — 0,75 %.
- Удельный вес экспортных операций (2001 год) — 75,63 %.

Продукция комбината сертифицирована международными классификационными обществами: Регистром Ллойда (Великобритания, Германия), Американским бюро судоходства, Морским регистром судоходства (Россия), Немецким сертификационным центром ТЦУ и так далее. Комбинат экспортирует свою продукцию в более чем 50 стран мира.

## Поставщики сырья
На металлургическом комбинате имени Ильича к 2010 году работало 49 335 человек. Комбинат сильно зависит от поставщиков сырья, которые зачастую выступают монополизированными организациями (преимущественно монополии группы «СКМ»), в связи с чем усугубляются сложности мирового экономического кризиса. Кроме того, комбинат имени Ильича к 2010 году имел крупнейший на Украине невозврат по НДС со стороны государства, что также сыграло роль в смене собственников ММК имени Ильича в 2010 году. Основные поставщики сырья на комбинат в 2009 году:
- железорудный концентрат:
  - 70,8 % — ОАО «Ингулецкий ГОК» (группа «Метинвест» — «СКМ»),
  - 29,2 % — ГОКи России (Лебединский, Михайловский, Ковдорский и Стойленский).
- агломерационная руда:
  - 39,64 % — ГОК «Укрмеханобр» (принадлежит ЗАО "Ильич-Сталь),
  - 22,38 % — ОАО «Кривбассжелезрудком»,
  - 18,01 % — ОАО «Сухая Балка»,
  - 16,82 % — ОАО «Стойленский ГОК» (Россия)
- доменный кокс:
  - 46,06 % — ОАО «Ясиновский коксохимический завод» (аренда печей № 5 и 6),
  - 26,92 % — группа «Метинвест» (ОАО «Авдеевский коксохимический завод»).
  - 13,26 % — ООО «ТД „Евраз Ресурс Украина“» («Баглейкокс», Днепродзержинский коксохимический завод),
  - 6,52 % — ЗАО «Донецксталь — металлургический завод».

## Приватизация
2 ноября 2000 года парламент Украины принял закон № 2085-III «Об особенностях приватизации пакета акций, принадлежащего государству в уставном фонде открытого акционерного общества „Мариупольский металлургический комбинат имени Ильича“», согласно которому коллектив предприятия (в лице ЗАО «Ильич-Сталь») получил приоритетное право приватизировать контрольный пакет акций своего предприятия, что фактически превращало трудовой коллектив в собственника своего предприятия.
До принятия закона основанное в 1997 году трудовым коллективом в лице Организации арендаторов ММК имени Ильича и физического лица Подъяблонского Михаила Ивановича (он же — председатель профсоюзного комитета комбината) закрытое акционерное общество «Ильич-Сталь» уже имело около 40 % акций предприятия, которые в 1997—2000 годах собирались (порой добровольно-принудительным способом) среди рабочих предприятия.
Также отдельным постановлением Кабинета Министров (№ 231 от 1 марта 2003 года) ОАО «ММК имени Ильича» на 5 лет передавалось в управление 100 % акций ОАО «Комсомольское рудоуправление» (город Комсомольское Донецкой области), являющегося частью Государственной акционерной компании «Укррудпром». Предусматривалась дальнейшая ежегодная дополнительная эмиссия акций «Комсомольского рудоуправления» с целью продажи ММК имени Ильича собственности предприятия. На 1 января 2009 года) у ММК имени Ильича имелось 99,67 % акций предприятия. Комсомольское рудоуправление производит более 40 % всего флюсового известняка Украины, после приобретения комбината компанией «Метинвест» последняя стала фактическим монополистом в добыче флюсового известняка, что, однако, было проигнорировано Антимонопольным комитетом Украины 18 июля 2010 года при разрешении выкупить акции ММК имени Ильича компанией «Метинвест», принадлежащей Ринату Ахметову.

## Собственники
С первых лет существования ЗАО «Ильич-Сталь» производило выкуп акций собственной эмиссии у Организации арендаторов ММК имени Ильича. Так, если к 2000 году арендаторам принадлежало 93,7 % акций ЗАО «Ильич-Сталь», то к 1 января 2005 года только 87,48 % (12,52 % — самому ЗАО «Ильич-Сталь»), к 1 января 2007 года — 68,695 % (и 31,305 % акций соответственно), а к 1 января 2009 года — 49,5 % (и 50,5 % акций соответственно). В результате позиции Организации арендаторов становились всё слабее. Так, 2 апреля 2005 года было заменено правление ЗАО «Ильич-Сталь»: новым председателем правления вместо Людвига Николаевича Мирошниченко стал Владимир Семёнович Бойко, новым председателем наблюдательного совета вместо Михаила Ивановича Подъяблонского стал Сергей Анатольевич Матвиенков. Окончательно бывшие арендаторы были отстранены от собственности комбината в 2010 году, когда Организация арендаторов самоликвидировалась (1 октября 2010 года). Фактически с 1 января 2008 года для принятия решений по ЗАО «Ильич-Сталь», которое к тому времени владело 90,41 % акций ОАО «ММК имени Ильича», голосов арендаторов больше не требовалось.
Собственники ОАО «ММК имени Ильича» по состоянию на 31 декабря 2009 года:
- всего имелось 3 351 712 480 акций (каждая номинальной стоимостью 0,25 грн = 837 928 120 грн уставного фонда), в период с 24 декабря 1997 до 5 июля 1999 года — только 3 097 050 000.
- ЗАО «Ильич-Сталь» — 90,41 % акций (3 030 291 460),
- Организация арендаторов ММК имени Ильича — около 3,28 % (около 110 000 000),
- «Метинвест» (Нидерланды, принадлежит Ринату Ахметову) — 2,192 % (73 470 000),
- другие юридические лица (в разные годы от 28 до 38) — около 3,17 % (около 106 185 500),
- первые руководители комбината, Правления комбината и ЗАО «Ильич-Сталь» 14 человек — около 0,1 % (3 407 846), в том числе:
  - председатель Правления Бойко, Владимир Семёнович — 0,014 % (469 240),
  - бывший коммерческий директор комбината Меркулов, Валерий Григорьевич — 0,013 % (435 724),
  - председатель Ревизионной комиссии Чентуков, Юрий Ильич — 0,009 % (300 056),
  - бывший технический директор комбината Царицын, Евгений Александрович (умер к 2009 году) — 0,008 % (268 140),
  - член правления, бывший главный бухгалтер комбината Лагунова, Татьяна Григорьевна — 0,007 % (234 620),
  - бывший финансовый директор комбината Чако, Александр Павлович — 0,007 % (234 620),
  - бывший директор по персоналу комбината Голубченко, Виктор Константинович — 0,007 % (234 620),
  - бывший исполнительный директор комбината Разумный, Павел Кузьмич — 0,007 % (234 620),
  - председатель Наблюдательного Совета Матвиенков, Сергей Анатольевич — 0,007 % (229 108),
  - член Правления Чако, Александр Павлович — 0,006 % (210 780),
  - бывший генеральный директор комбината Гуров, Николай Алексеевич (умер в 2009 году) — 0,006 % (198 792),
  - член Наблюдательного Совета Мирошниченко, Людвиг Николаевич — 0,006 % (185 088),
  - начальник финотдела комбината Лукьяненко, Нина Трофимовна — 0,005 % (169 428),
  - бывший исполнительный директор ЗАО «Ильич-Сталь» Рыбко, Александр Сергеевич — 0,0001 % (3 000),
- другие физические лица (преимущественно работающие и бывшие работающие, в 2006 году около 50 970 человек) — около 0,85 % (28 635 000).

### Смена собственника в 2010 году
В связи с неудавшейся рейдерской атакой на комбинат, руководством ММК имени Ильича 1 июля 2010 года было принято решение об объединении (фактически поглощение) ММК имени Ильича и компании «Метинвест Холдинг» (часть «СКМ» Рината Ахметова).
В начале 2010 года ММК им. Ильича заявил о захвате неизвестными Украинской регистрационной компании, которая осуществляет ведение реестров акций комбината и компании «Ильич-Сталь», которой принадлежит около 90 % предприятия.
В итоге акции ЗАО «Ильич-Сталь» были переписаны в равных долях — по 24,99 % — четырём кипрским оффшорным компаниям, собственниками которых для отвлечения внимания называли одну из российских финансово-промышленных групп.
Бойко пытался вернуть контроль над предприятием, писал открытые письма премьеру Николаю Азарову и президенту Виктору Януковичу, но в итоге пошёл на сделку. В ноябре 2010 года металлургический холдинг «Метинвест» Ахметова и Новинского сконцентрировал контрольный пакет акций ММК им. Ильича. В обмен Владимир Бойко стал владельцем 5 % «Метинвеста» и занял должность почётного президента комбината.
Собственники ПАО «ММК имени Ильича» на 17 ноября 2010 года:
- после дополнительной эмиссии акций 1 июля 2010 года всего акций — 12 371 733 412 акций (каждая номинальной стоимостью 0,25 грн = 3 092 933 353 грн уставного фонда); количество акций новой эмиссии — 9 020 020 932 (большинство выкуплено METINVEST B.V.)
- METINVEST B.V. (Нидерланды, принадлежит Ахметову Ринату Леонидовичу) — 74,6455 % (около 9 234 942 265),
- ЧАО «Ильич-Сталь» — 24,4946 % (3 030 291 460),
- первые руководители комбината, Правления комбината и ЗАО «Ильич-Сталь» 14 человек — около 0,028 % (3 407 846),
- другие акционеры — около 0,831 % (около 103 091 854).

1 июля 2010 года также была произведена дополнительная эмиссия акций ЗАО (с 2010 года — ЧАО) «Ильич-Сталь», в результате чего 55,3 % акций ЧАО стало собственностью того же «METINVEST B.V.»; таким образом, удельный вес владения последней компании по состоянию на 17 ноября 2010 года в ПАО «ММК имени Ильича» составляет 88,191 %.

### В период оккупации
В период оккупации российские власти зарегистрировали организацию с таким же названием в своём государственном реестре. В конце 2022 года в новообразованном ООО «ММК Ильича», в качестве учредителей значился 25-ти летний чиновник из Чечни, который связан с Рамзаном Кадыровом, его имя — Валид Корчагин (Геремеев), доля которого составляет пять миллионов рублей, второй учредитель — Мурай Юрий Александрович.

## Приобретения
- На баланс комбината в 1999 году передана Донецкая химико-металлургическая фабрика (пгт Донское Волновахского района). Фабрика (завод) построена более 50 лет назад на месторождении циркония. Её продукция (сплавы редкоземельных металлов, ферросплавы) предназначалась для оборонной промышленности и в последние годы не находила сбыта. Арбитражный суд признал фабрику банкротом. В то же время металлургический комбинат вынужден был покупать ферросплавы за рубежом. После переговоров руководства комбината с Кабинетом министров Украины правительство приняло решение о преобразовании завода в химико-металлургическую фабрику комбината без права её приватизации.
- С 2000 года в состав комбината вошли на правах цехов два десятка бывших колхозов из окружающих районов — новые ильичёвские агроцеха. На самом предприятии в освободившихся помещениях очистных сооружений отделения утилизации шлаков выращивают грибы (вёшенки и шампиньоны), разводят рыбу теляпию. Тут содержат также нутрий, оборудовали участок по выделке меха, организовали перепелиную ферму.
- По решению сессии горсовета ильичёвским металлургам передан в аренду на 25 лет имущественный комплекс коммунального предприятия «Аэропорт Мариуполь».
- С января 2006 года комбинат получил в своё распоряжение две коксовые батареи Ясиновского коксохимического завода (№ 5 и 6) — оперативно управляет почти всем предприятием, поскольку взятые в аренду активы обеспечивали львиную долю выпуска готовой продукции на Ясиновском заводе.
- В конце 2006 года состоялась сделка по приобретению комбинатом 100%-й доли в уставном фонде арендатора шахты «Мария-Глубокая», добывающей порядка 300 тонн коксующегося угля марки «Ж» в сутки. В 2012 году шахта была продана канадской компании EastCoal Inc.[10]
- Также комбинату принадлежат крупные пакеты акций следующих предприятий (по состоянию на 31 декабря 2008 года):
  - 91,05 % ЗАО «Фирма верхней одежды „Фея“» (г. Мариуполь, бывшая швейная фабрика им. Ф. Э. Дзержинского),
  - 87,39 % ОАО «Уманьферммаш» (г. Умань, Черкасская область),
  - 50,00 % ООО «Приазовский ГОК» (Запорожская область, основано в 2003 году на базе Куксунгурского железорудного месторождения совместно с ОАО «Запорожсталь»),
  - 99,33 % ОАО «Кондратьевский огнеупорный завод» (пгт Алексеево-Дружковка, г. Дружковка),
  - 95,46 % «Страховая компания „Ильичёвская“» (г. Киев),
  - 99,46 % ОАО «Страховое общество „Ильичёвское“» (г. Киев),
  - 35,00 % СП ООО «ТМ Терминал» (г. Черноморск, осуществляет погрузку судов),
  - 50,00 % ООО «Ильич-Транс» (г. Одесса, судовой агент),
  - 100,0 % ООО «Социальное возрождение Донбасса» (пгт Мирное, Донецкая область, разработка гранита)
  - 81,61 % ОАО «Першотравневый райагрохим» (пгт Мангуш, Донецкая область),
  - 90,27 % ОАО «Першотравневая райагротехника» (пгт Мангуш, Донецкая область),
  - 54,76 % ОАО «Першотравневое инкубаторско-птицеводческое предприятие» (с 2004 года),
  - 77,71 % ОАО «Першотравневый комбикормовый завод» (пгт Мангуш, номинально принадлежит ДП «Ильич-Агро Донбасс» ПАО «ММК имени Ильича»),
  - 99,50 % ООО «Телекомпания „Авеста“» (г. Комсомольское),
  - 87,23 % ОАО «Хлеб Приазовья» (пгт Седово, Новоазовский район, с 2005 года),
  - 86,09 % ОАО «Приазовье» (Тельмановский район, бывший совхоз «Сартана»),
  - 77,24 % ОАО «Бахчевик» (пгт Тельманово, сельское хозяйство).

Кроме того, управляющей компании ЗАО (с 2010 года — ЧАО) «Ильич-Сталь» принадлежали крупные пакеты акций предприятий:
- ООО ТРО «Мариупольское телевидение»,
- ОАО ТРК «Мариупольский межнациональный канал»,
- ООО «Донецкий кряжЪ»,
- 12,956 % ОАО «Донецккокс» (на 1 января 2010 года),
- 5,131 % ОАО «Авдеевский коксохимический завод» (на 1 января 2007 года),
- 23,535 % ОАО «Першотравневое инкубаторско-птицеводческое предприятие» (с 2004 года),
- ОАО «Авиакомпания „Десна-Авиа“» (с 2004 года),
- ОАО «Металлургический комбинат „Азовсталь“» (миноритарный акционер).

## Награды
За выполнение и перевыполнение плана, а также за передовые показатели в производстве, Ждановский металлургический завод им. Ильича был награждён орденом Ленина и Октябрьской Революции.
После провозглашения Украиной независимости, Мариупольский металлургический комбинат им. Ильича был награждён следующими призами:
- «Золотой глобус» — за конкурентоспособную и высококачественную продукцию;
- «Золотой Меркурий» — за высокий прогресс в экспорте продукции, за участие в развитии экономики страны;
- «Золотой Скиф» — за создание новых рабочих мест.

## Интересные факты
На основе будней ММК был снят фильм «Обретёшь в бою».